# Lodovica World Tour
 (juillet 2017).
Si vous disposez d'ouvrages ou d'articles de référence ou si vous connaissez des sites web de qualité traitant du thème abordé ici, merci de compléter l'article en donnant les références utiles à sa vérifiabilité et en les liant à la section « Notes et références ».
Lodovica World Tour (également connu sous le nom Lodo Live 2015) est la première tournée en solo de la chanteuse et actrice italienne Lodovica Comello, organisée pour promouvoir ses albums en solo, Universo et Mariposa. Commencée le 1er février 2015 à Rome, elle s'est achevée le 25 octobre à Naples après avoir parcouru 18 villes italiennes, trois espagnoles, deux portugaises, une belge, une française et une polonaise.

## Chansons
La setlist est la même pour tous les concerts. Le seul changement concerne les chansons pour lesquelles il y a une version en italien et une en espagnol.
1. Universo (acoustique)
2. La Cosa Más Linda
3. La Historia
4. Sòlo Música
5. Un posto libero
6. Una Nueva Estrella
7. Otro Día Más
8. No voy a caer
9. Vuelvo (o Vado)
10. Medley des chansons de Violetta (Veo Veo, Hoy somos más, Ven y canta/Vieni e canta, Aprendí a Decir Adiós)
11. Ci vediamo quando è buio
12. Sin usar palabras
13. Un viaggio intorno al mondo
14. Crazy Love
15. Para siempre
16. Historia blanca (o Libro bianco)
17. I Only Want to Be with You
18. Il mio amore appeso a un filo (o Mi amor pende de un hilo)
19. Todo el resto no cuenta
20. Universo
21. We are family

## Représentations
| Date             | Ville                  | Pays     | Salle                            |
| ---------------- | ---------------------- | -------- | -------------------------------- |
| Europe           |                        |          |                                  |
| 1er février 2015 | Rome                   | Italie   | Auditorium Conciliazione         |
| 7 février 2015   | Milan                  | Italie   | Linear4Ciack                     |
| 10 février 2015  | Turin                  | Italie   | Teatro Colosseo                  |
| 21 février 2015  | Padoue                 | Italie   | Gran Teatro Geox                 |
| 26 février 2015  | Bari                   | Italie   | Teatro Team                      |
| 28 février 2015  | Naples                 | Italie   | Palapartenope                    |
| 1er mars 2015    | Catanzaro              | Italie   | Politeama                        |
| 3 mars 2015      | Palerme                | Italie   | Teatro Massimo Vittorio Emanuele |
| 4 mars 2015      | Catane                 | Italie   | Teatro Metropolitan              |
| 6 mars 2015      | Rende                  | Italie   | Teatro Garden                    |
| 8 mars 2015      | Lecce                  | Italie   | Politeama Greco                  |
| 10 mars 2015     | Pordenone              | Italie   | Teatro Giuseppe Verdi            |
| 13 mars 2015     | Udine                  | Italie   | Teatro Nuovo Giovanni da Udine   |
| 15 mars 2015     | Bologne                | Italie   | Teatro Europauditorium           |
| 17 mars 2015     | Pescara                | Italie   | Teatro Massimo                   |
| 18 mars 2015     | Florence               | Italie   | Obihall                          |
| 21 mars 2015     | Barcelone              | Espagne  | Teatro Barts                     |
| 2 avril 2015     | Porto                  | Portugal | Coliseu do Porto                 |
| 4 avril 2015     | Lisbonne               | Portugal | Coliseu dos Recreios             |
| 24 avril 2015    | Bruxelles              | Belgique | Cirque Royal                     |
| 25 avril 2015    | Paris                  | France   | Casino de Paris                  |
| 3 mai 2015       | Séville                | Espagne  | Auditorio Riberas del Guadaira   |
| 5 mai 2015       | Madrid                 | Espagne  | Teatro Nuevo Apolo               |
| 26 juin 2015     | San Daniele del Friuli | Italie   | Place Vittorio Emanuele          |
| 28 juin 2015     | Varsovie               | Pologne  | Ursynów Arena                    |
| 25 juillet 2015  | Mondragone             | Italie   | Foof                             |
| 10 octobre 2015  | Milan                  | Italie   | Teatro Manzoni                   |
| 24 octobre 2015  | Rome                   | Italie   | Teatro Brancaccio                |
| 25 octobre 2015  | Naples                 | Italie   | Casa della musica                |

## Représentations annulées
| Date          | Ville           | Pays    | Salle                        |
| ------------- | --------------- | ------- | ---------------------------- |
| Europe        |                 |         |                              |
| 28 avril 2015 | Bilbao          | Espagne | Teatro Campos Eliseos        |
| 29 avril 2015 | Saragosse       | Espagne | Auditorio de Zaragoza        |
| 30 avril 2015 | Valence         | Espagne | Palacio de Congresos         |
| 7 août 2015   | Roccella Jonica | Italie  | Teatro al Castello           |
| 8 août 2015   | Diamante        | Italie  | Teatro dei Ruderi di Cirella |